# الزهور المقطوفة
الزهور المقطوفة هي أزهار أو براعم أزهار (غالبًا مع بعض الساق والأوراق) التي جرى قطعها من النبات الذي يحملها. عادة ما تزال من النبات للاستخدام الزخرفي. الاستخدامات النموذجية لها هي في عروض المزهريات وأكاليل الزهور والأكاليل. يحصد العديد من البستانيين أزهارهم المقطوفة من الحدائق المنزلية، ولكن هناك صناعة زهور مهمة لزهور الزينة في معظم البلدان. تختلف المحاصيل المزروعة حسب المناخ والثقافة ومستوى الثروة محليًا. غالبًا ما تُرعى النباتات خصيصًا لهذا الغرض، في ظروف زراعة الحقول أو البيوت الزجاجية. يمكن أيضًا حصاد الزهور المقطوفة من البرية.
الزراعة وتجارة الزهور هو تخصص في البستنة، على وجه التحديد زراعة الزهور.

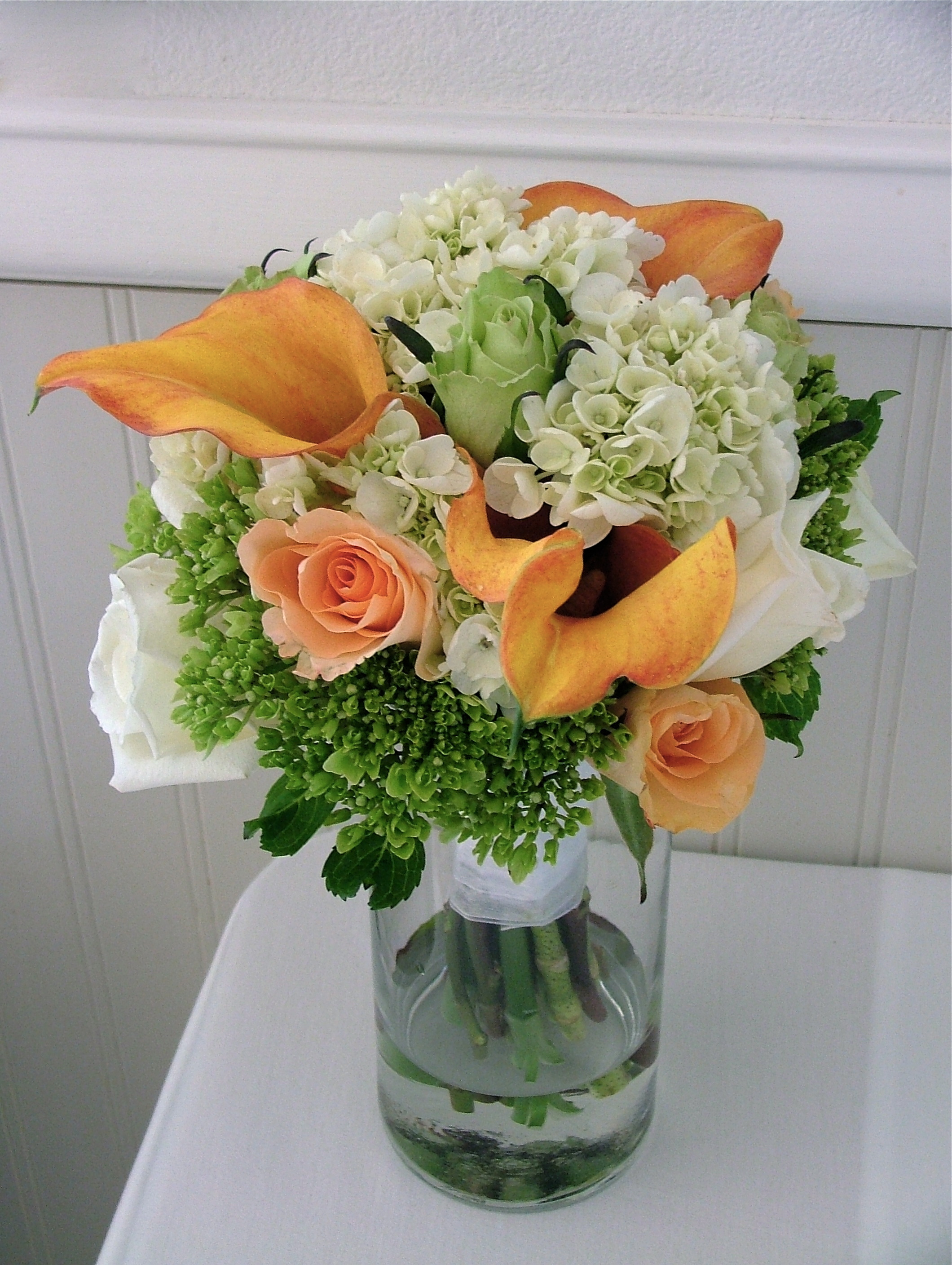
باقة الزفاف من الورد والكوبية والكالا

## زراعة
تعتبر زراعة الأزهار المقطوفة مكثفة، عادة على أساس الزراعة الأحادية في البيوت المحمية، وتتطلب كميات كبيرة من مبيدات الآفات شديدة السمية، والتي لا يزال من الممكن العثورعلى بقاياها في محلات الزهور المستوردة.
حفزت هذه الحقائق تطوير حركات مثل «الزهور البطيئة»، التي تروج لزراعة الأزهار المستدامة في البلد المستهلك (الولايات المتحدة وكندا) نفسها.

## الاستخدامات
الاستخدام الشائع للزهور، وعادة ما يكون للزينة داخل المنزل أو المبنى. عادة ما توضع الأزهار المقطوفة في إناء. يُستخدم عدد من أنواع الزخارف المتشابهة، خاصة في المباني الكبيرة وفي المناسبات مثل حفلات الزفاف. غالبًا ما تكون مزينة بأوراق نباتية إضافية. في بعض الثقافات، تعتبر العبادة من الاستخدامات الرئيسية للزهور. يمكن ملاحظة ذلك بشكل خاص في جنوب وجنوب شرق آسيا.
في بعض الأحيان تُقطف الأزهار بدلاً من قطعها، بدون أي أوراق أو ساق. يمكن استخدام هذه الزهور في الشعر أو في ثقب الزر. يمكن استخدام كتل من الزهور للرش، بطريقة مماثلة للحلويات.
أكاليل الزهور وباقات الزهور هي منتجات رئيسية مشتقة وذات قيمة مضافة.

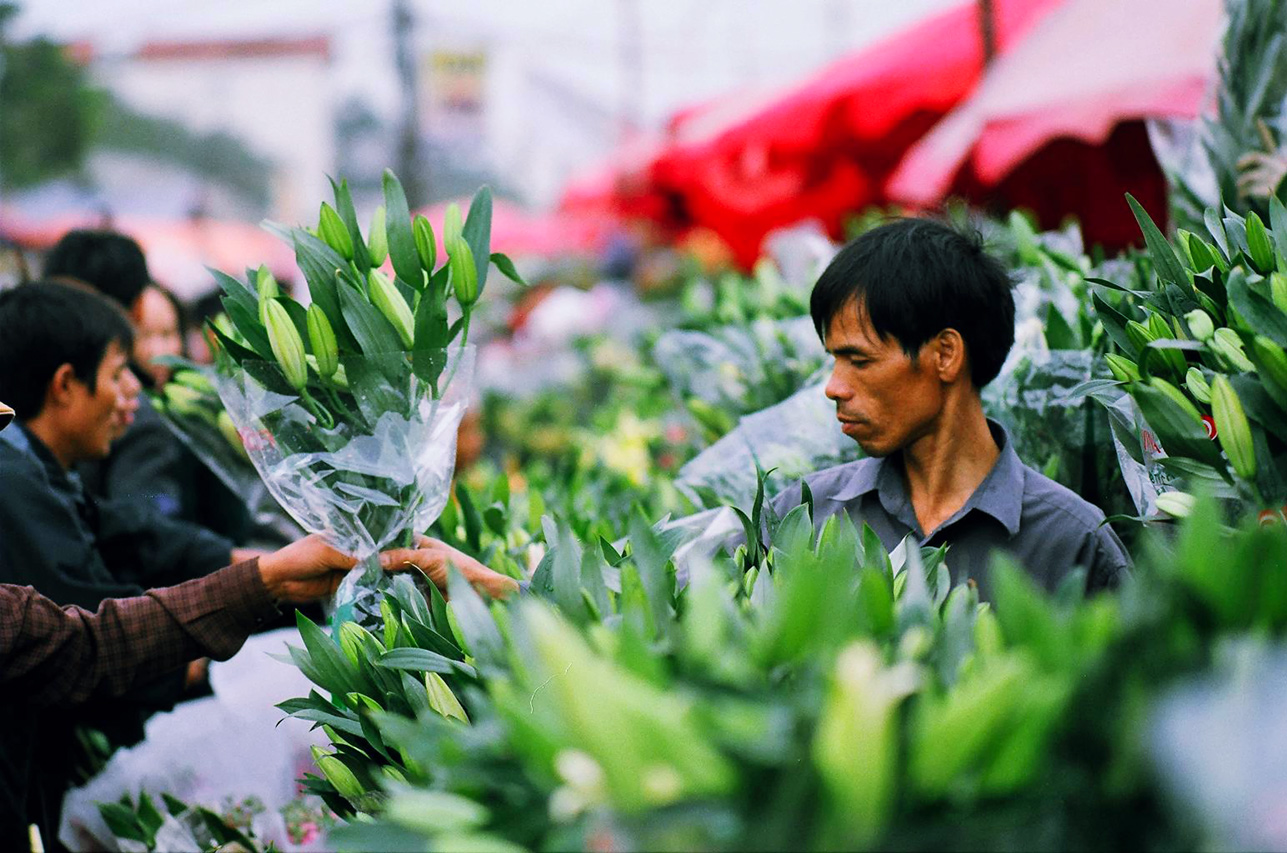
سوق الزهور في فيتنام

## الأجناس الشعبية
من بين الأنواع والأجناس الأكثر شيوعًا في تجارة الزهور المقطوفة في جميع أنحاء العالم ما يلي:
•ألستروميريا
•أستر
•بانكسياس
•طائر الجنة (ستيرلزيا رجينا)
•زهور البصل، متوفرة في الغالب في فصل الربيع
النرجس
فريزيا
الزنبق
•بزي ليزيس
•القرنفل (داينتثس كاريوفلس)
•الفانوس الصيني (فيسيلز ألكينجي)
•أقحوان
•ياسمين
•بخور مريم
•الأقحوانات
•الدلافينيومز
•إباكريس إمباجا
•فيوشا
•الغردينيا
•جيرينيمز
•غياديولاي
•الزنبق
•جيبسوفيلا
•هيذر (كالوما فولغاريس)
•الكوبية
•لريس
•اللافندر (الخزامى)
•ليوكاديندرون
•أرجواني
•الزنابق (زنبق)
•زنبق النجوم
•لوبيلياس
•الحب ينزف (أمارانثوس كوداتوس)
•الحب في ضباب (نيجلا)
•الدفلى
•اوركدز
•كوكتاون أوركيد
•زهرة الثالوث
•البلارجونيوم
•زهور البتونيا
•بلوميريا
•البوينسيتيا
•برومروز (زهرة الربيع)
•بروتي
•الكنغر الأحمر والأخضر
•الورود (روزا)
•رويال بلوبيل
•سامباجيتا
•سنابدراكن
•زهرة الصحراء ستورت
•عباد الشمس (دوار الشمس)
•علكة تسمانية زرقاء
•رعي الحمام
•وراتاه
•تريليوم أبيض
•يلانغ يلانغ
تختلف الأزهار البرية حسب الموسم والبلد.

## التعمير

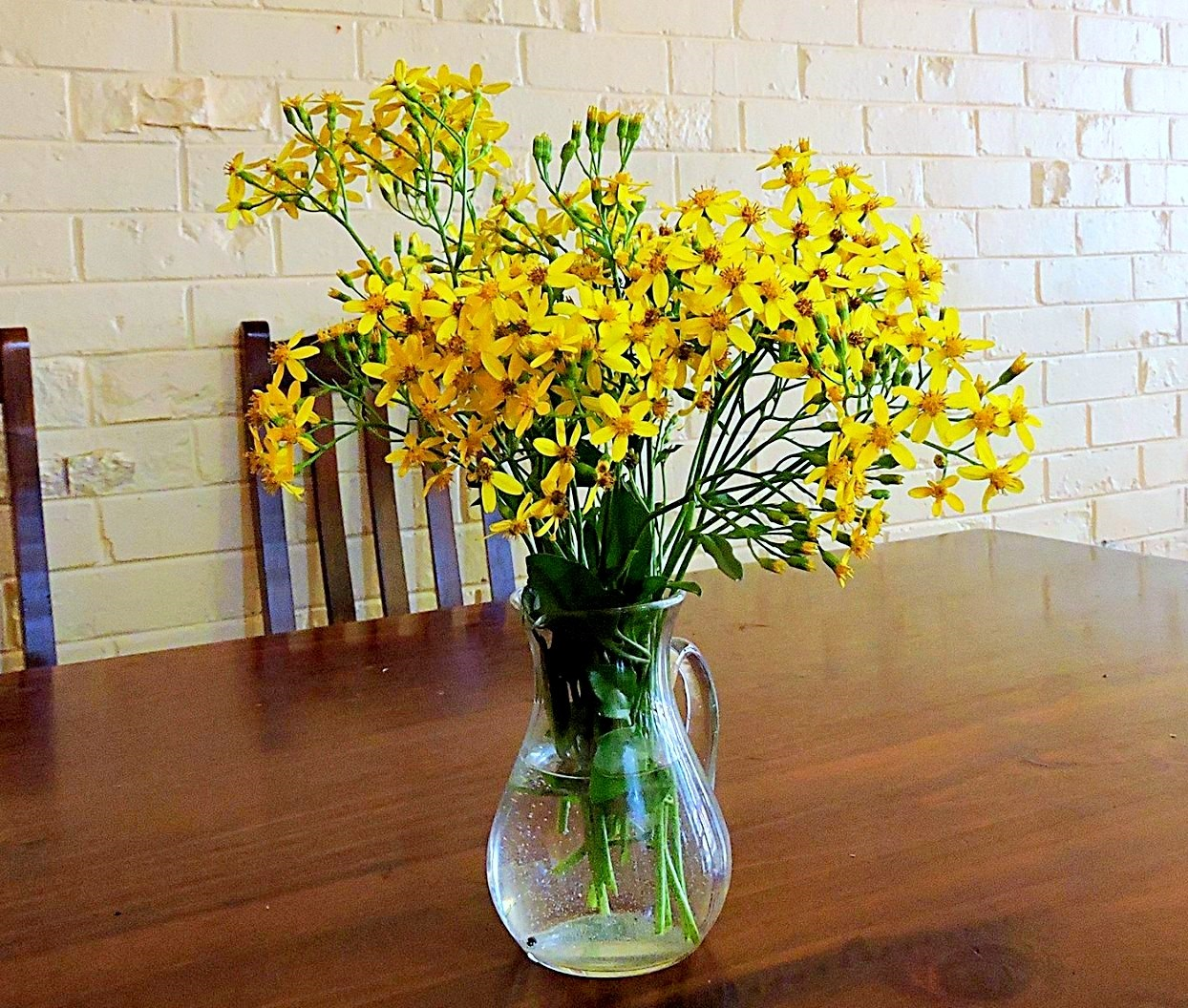
قطع أزهار لبلاب الكاب في إناء.

بمجرد إزالة الأزهار من النبات فإنها تستمر في النمو ببطء، ولكن تقل قدرتها على تلقي العناصر الغذائية الضرورية لبقائها على قيد الحياة. في معظم البلدان، تعتبر الأزهار المقطوفة محصولًا محليًا بسبب طبيعتها القابلة للتلف. في الهند، الكثير من المنتج له مدة صلاحية ليوم واحد فقط. من بين هذه الزهور القطيفة للأكاليل والمعابد، والتي تُحصد عادة قبل الفجر، ويجري التخلص منها بعد استخدامها في نفس اليوم.
من المتوقع أن تستمر غالبية الزهور المقطوفة عدة أيام مع العناية المناسبة. هذا يتطلب عمومًا وضعها في الماء في الظل. يمكن علاجهم بطرق مختلفة لزيادة عمرها. وفقًا لجيمس سي شميدت، عالم البستنة في جامعة إلينوي، فإن وضع الزهور المقطوفة في مزهرية معقمة أمر مهم لإطالة عمر الأزهار. يمكن تنظيف المزهريات باستخدام منظف الأطباق المنزلي أو مزيج من الماء والمُبيض. يضمن استخدام هذه المطهرات أن يكون هناك عدد أقل من البكتيريا التي تنمو داخل المزهرية والتي من المحتمل أن تتسبب في ذبول النبات وموته بمعدل أسرع. يدعي شميدت أيضًا أن قطع الأزهار قطريًا بسكين حاد تحت الماء الجاري يضمن أنها يمكن أن تمتص المياه العذبة والنظيفة على الفور. سيضمن إعادة قص السيقان بشكل دوري وجود سطح نقي يمكن للسيقان أن تمتص منه الماء. سيسمح هذا للأزهار أن تدوم لفترة أطول. تشمل الطرق الأخرى للعناية بزهور المزهريات إبقاء الزهور بعيدًا عن مراوح السقف وفتحات تكييف الهواء حيث يمكن أن يؤدي ذلك إلى الجفاف، وإبعاد الأزهار عن الفاكهة الطازجة والخضروات، واستخدام المياه المفلترة بدلاً من مياه الصنبور لتجنب كل من الكلور والفلورايد، وإبعاد الزهور عن التلفزيون.
هناك أيضًا سوق للزهور «الأبدية» أو المجففة، والتي تشمل أنواعًا مثل زيروكرسم براكتاتوم يمكن أن يكون لها عمر افتراضي طويل جدًا.

### الإضافات
وفقًا لـ حديقة بروكلين النباتية، يمكن استخدام إضافات مختلفة لإطالة عمر الأزهار المقطوفة. أجريت تجارب باستخدام مواد مختلفة ممزوجة بالماء، بما في ذلك الأسبرين وحبوب الفيتامينات والخل والبنسات وأغذية الزهور لاختبار تأثيرها على عمر الأزهار المقطوفة.
وُضع كل نبات في البيئة نفسها واستُخدم النوع نفسه من النبات في كل إناء.
وجد هذا البحث أن أفضل مادة مضافة للزهور كانت «أغذية الزهور» التي يقدمها بائع التجزئة والتي تُقدم عادةً مع باقة. من المعروف أن النباتات تزدهر في بيئة يوجد فيها عدد قليل من البكتيريا، والكثير من الغذاء للحصول على الطاقة، ويتوفر تشجيع امتصاص الماء. تحتوي الأطعمة الزهرية على مُحمض يساعد على ضبط درجة حموضة الماء. مع انخفاض درجة الحموضة، يمكن لنظام توصيل الماء والغذاء داخل الزهرة أن يعمل بأقصى قدر من الكفاءة. سيتم استخدام السكر الموجود في الطعام من قبل النبات كمصدر للطاقة، والذي فقد عندما قُطعت الزهرة بعيدًا عن جذورها. مع هذه العناصر الغذائية سيكون النبات قادرًا على التطور بشكل كامل. أخيرًا، هناك أدوات فصل الساق التي ستضمن أن الزهرة يمكنها بسهولة امتصاص الماء والعناصر الغذائية والتي يمكن استخدامها لاحقًا لرعاية احتياجات بقية النبات. يمنح هذا المزيج الأزهار المقطوفة كل ما تحتاجه للبقاء على قيد الحياة لفترة أطول. عندما أجريت الاختبارات في كلية سانت ماري، راثماينز، دبلن، أظهرت النتائج أن الجلوكوز كان أكثر فعالية في إطالة عمر زهور القطف من الغذاء النباتي التجاري. أجريت التجربة كجزء من امتحان العلوم لشهادة المبتدئين الذي حددته لجنة امتحانات الدولة الأيرلندية لعام 2008.

## التجارة
أكبر المنتجين بترتيب المساحة المزروعة هم الصين والهند . أكبر مستورد ومصدر من حيث القيمة هو هولندا، والتي تعد مزارعًا وموزعًا للمحاصيل المستوردة من بلدان.